# Абекен, Вильгельм Людвиг
Вильгельм Людвиг Абекен (нем. Wilhelm Ludwig Abeken; 30 апреля 1813, Оснабрюк, Нижняя Саксония — 29 января 1843, Мюнхен) — немецкий археолог и филолог-классик. Доктор наук.

## Биография
Сын филолога Бернгарда Рудольфа Абекена, брат литератора Германа Абекена, двоюродный брат юриста и политика Христиана Вильгельма Людвига фон Абекена.
Получил образование в Оснабрюке. Затем, с 1833 года изучал протестантское богословие в Берлине, позже под влиянием Эдуарда Герхарда занялся археологией. Учился в университете Гёттингена у Карла Отфрида Мюллера. В 1836 году получил докторскую степень.
Занимался, преимущественно, исследованиями древней Италии доримского периода. В 1836 году отправился в Рим и там начал исследования древнего населения Этрурии, Самния и Умбрии,
После его смерти была опубликована основная работа учёного «Mittel-Italien vor den Zeiten römischer Herrschaft in seinen Denkmalen» (Штутгарт, 1843).